# Erioptera bengalensis
Erioptera bengalensis är en tvåvingeart som beskrevs av Alexander 1921. Erioptera bengalensis ingår i släktet Erioptera och familjen småharkrankar. Inga underarter finns listade i Catalogue of Life.